# Säfferot
Säfferot (Seseli libanotis, synonym Libanotis pyrenaica) är en växtart i familjen flockblommiga växter.

## Taxonomi
Säfferoten förs vanligen under det vetenskapliga namnet Seseli libanotis till släktet Seseli, som därför har det svenska trivialnamnet säfferötter. Vissa taxonomer vill dock föra arten till släktet Libanotis med det vetenskapliga namnet Libanotis pyrenaica.

## Beskrivning
Säfferot är en flerårig, hårig ört som kan bli över en meter hög. Stjälken är upprätt och djupt räfflad, och har vid basen rester av bladskaft. Bladen är två till tre gånger pardelade, med smala bladflikar. Säfferot blommar i juli-augusti med små vita eller rödlätta blommor som sitter i täta flockar. Blomflockarna är mångstråliga, vanligen med fler än 20 grenstrålar, och har både allmänt och enskilt svepe. Frukterna är korthåriga och har små, kvarsittande foderblad, delfrukterna har fem åsar.
Säfferot kan knappast förväxlas med andra arter, den känns igen på sin hårighet, den grovt fårade stjälken och de karaktäristiska borsthåriga frukterna. Den andra arten i släktet, fliksäfferot (S. montanum) är kal och har finflikiga dill-lika blad, samt fåstråliga blomflockar. 

## Utbredning
I Sverige förekommer säfferoten sparsamt i Syd- och Mellansverige och saknas helt i flera landskap. Den växer i torra backar och ängar på kalkrik mark. 

### Första fynduppgift
Första fynduppgift är från Uppsala, Uppland och publicerades av Celsius i Kongliga Swenska Wetenskapsacademiens Handlingar 1740 (Nordstedt 1920).

## Etymologi
Artepitetet libanotis kommer av grekiskans libanos (rökelse) och var ett växtnamn hos Theofrastos, omkring 300 f. Kr. Det svenska säfferot omtalades redan av Linné, som uppgav att namnet användes i Östergötland. 